# Anita van Eijk
La princesse Anita d'Orange-Nassau (Anita Theodora, née van Eijk) née le 27 octobre 1969 est l'épouse du prince Pieter-Christiaan d'Orange-Nassau, van Vollenhoven, et ainsi membre de la famille royale néerlandaise par mariage. 

## Jeunesse
Anita van Eijk est née à Neuchâtel, en Suisse, fille de Leonardus Antonius van Eijk et JCM van Eijk-Steens. Elle a passé sa petite enfance à Aix-en-Provence, en France, avant que la famille ne rentre aux Pays-Bas où Anita suit ses études primaires. La famille déménage à Singapour, où elle étudie au United World College d'Asie du Sud-Est, avant de retourner aux Pays-Bas, où elle obtient un baccalauréat international au Rijnlands Lyceum à Oegstgeest. 
Elle étudie l'anglais et la littérature à l'université de Leyde et ensuite les communications à l'université d'Amsterdam, où elle obtient son diplôme en 1996. Pendant ses années universitaires, Anita effectue un stage à Londres à l'agence de publicité J. Walter Thompson. Elle est employée en 1997 par la succursale d'Amsterdam de Bloomberg avant de s'installer à Londres pour un poste dans les ventes / marketing et la production télévisuelle. Elle travaille ensuite au service marketing de la maison de vente aux enchères Christie's. 

## Mariage et enfants
Van Eijk rencontre le prince Pieter-Christiaan d'Orange-Nassau, van Vollenhoven à Londres et le couple annonce ses fiançailles le 25 février 2005. Le prince Pieter-Christiaan est le troisième fils de la princesse Margriet des Pays-Bas et de Pieter van Vollenhoven . 
Ils se marient lors d'une cérémonie civile le 25 août 2005 au palais Het Loo à Apeldoorn, suivie d'une cérémonie religieuse le 27 août dans la vieille église Saint-Jéron à Noordwijk. Comme il n'a pas demandé l'approbation du Parlement pour son mariage, en raison de la faible chance d'accéder au trône, Pieter-Christiaan a perdu sa place dans l'ordre de succession au trône néerlandais lors de son mariage. 
Le 28 novembre 2006 à 18 h 0, la princesse Anita donne naissance à une fille, Emma Francisca Catharina van Vollenhoven. Le 19 novembre 2008, à 1 h 32, leur deuxième enfant, Pieter Anton Maurits Erik van Vollenhoven voit le jour à La Haye. 

## Titres et distinctions

### Titulature
- 27 octobre 1969 - 25 août 2005 : Madame Anita van Eijk
- depuis le 25 août 2005 : Son Altesse la princesse Anita d'Orange-Nassau